# Asaël
Asaël ist im  Alten Testament der Name von vier Personen. 

## Etymologie
Der hebräische Personenname עֲשָׂהאֵל ‘ǎśā’el, deutsch ‚Asaël‘ ist ein Verbalsatzname, bestehend aus Subjekt und Prädikat. Das Subjekt und zugleich theophores Element ist אֵל ’el „Gott“, das Prädikat geht auf die Verbwurzel עֲשָׂה ‘śh „machen / tun / handeln“ zurück. Der Name bedeutet daher „Gott hat gehandelt / gemacht“. Im Kontext der Namensgebung nach der Geburt eines Kindes verweist dieser Name auf das von Gott Geschaffen-Sein des Namensträgers. Damit wird der Namensträger als Teil der ganzen Schöpfung angesehen.
Personennamen mit dem Prädikat עֲשָׂה ‘śh „machen“ sind weit verbreitet, weitere Beispiele sind עֲשָׂיָה ‘ǎśājāh Asaja („JHWH hat gemacht“), אֶלְעָשָׂה ’el‘ǎśā Elasa, יַעֲשִׂיאֵל ja‘ǎśî’el Jaasiël und עֲשִׂיאֵל ‘ǎśî’el Asiël (die letzteren drei „Gott hat gemacht“), יַעֲשֹׂו ja‘ǎśô Jaaso (K.) bzw. יַעֲשַׂי ja‘ǎśaj Jaasai (Q.) („(Gott) hat gemacht“). Der Name Elasa ist zu Asaël völlig synonym, Subjekt und Prädikat stehen nur in anderer Reihenfolge.
Die Septuaginta gibt den Namen als Άσαέλ asael wieder, die Vulgata als Asahel.

## Asaël, der Neffe Davids
Asaël ist nach 2 Sam 2,18  der jüngste Sohn der Zeruja, die nach 1 Chr 2,16  eine Tochter Isais und damit Schwester Davids ist. Der Name seines Vaters wird nicht genannt. Seine beiden Brüder sind Joab und Abischai.
Im Krieg zwischen Joab, dem Heerführer Davids und Abner, dem Heerführer Ischbaals, verfolgt Asaël Abner, nachdem dessen Heer geschlagen wurde, und wird schließlich von diesem getötet, woraufhin Joab und Abischai vergeblich die Verfolgung aufnehmen (2 Sam 2,18–30 ). Asaël wird im Grab seines Vaters in Bethlehem begraben (2 Sam 2,32 ).

## Asaël, der Levit
Eine weitere Person mit dem Namen Asaël wird in 2 Chr 17,8  erwähnt. Es handelt sich um einen der Leviten, die zur Zeit des Königs Joschafat von diesem geschickt werden, um in den Städten Judas zu lehren.
Eine dritte Person gleichen Namens ist nach 2 Chr 31,13  Levit unter Hiskija und Beamter unter Konanja und dessen Bruder Schimi.

## Asaël in Esra 10,15
Eine vierte Person dieses Namens ist in Esra 10,15  Vater eines Jonathan, welcher zu denen zählte, die sich gegen Esras Vorschlag zur Auflösung der Mischehen aussprachen.